# Woleu-Ntem
Woleu-Ntem je jedna od devet provincija u Gabonu. Pokriva 38.465 km². Središte provincije je grad Oyem.
Woleu-Ntem je najsjevernija provincija Gabona te jedina koja graniči s Kamerunom. Provincija ujedno graniči i s Ekvatorijalnom Gvinejom i Republikom Kongo. Provincija graniči sa sljedećim provincijama i regijama:
- Središnji jug, Ekvatorijalna Gvineja
- Wele-Nzas, Ekvatorijalna Gvineja
- Kié-Ntem, Ekvatorijalna Gvineja
- Regija Jug, Kamerun
- Regija Sangha, Rep. Kongo
- Estuaire, Gabon
- Moyen-Ogooué, Gabon
- Ogooué-Ivindo, Gabon

## Departmani
Woleu-Ntme je podijeljen na 5 departmana:
- Haut-Komo (Medouneu)
- Haut-Ntem (Minvoul)
- Ntem (Bitam)
- Okano (Mitzic)
- Woleu (Oyem)